# Sphaeriestes bimaculatus
Sphaeriestes bimaculatus är en skalbaggsart som först beskrevs av Leonard Gyllenhaal 1810.  Sphaeriestes bimaculatus ingår i släktet Sphaeriestes, och familjen trädbasbaggar. Arten är reproducerande i Sverige.